# Robert Robertson (kemik)
Sir Robert Robertson, škotski kemik, * 1869, † 1949.
Med letoma 1921 in 1936 je bil vladni kemik Združenega kraljestva.

## Odlikovanja
- Davyjeva medalja (1944)